# Pferdehaarwürmer
Die Pferdehaarwürmer (Gordioida) bilden neben den Meeressaitenwürmern eine der beiden Klassen der Saitenwürmer (Nematomorpha). Sie parasitieren im Larvenstadium in Insekten und leben als adulte Tiere frei im Süßwasser, sei es in Flüssen, Seen, Teichen oder natürlichen sowie vom Menschen geschaffenen temporären Gewässern.

## Merkmale
Der Körperbau der Pferdehaarwürmer ist fadenförmig lang und schmal. Die Länge der meisten Arten beträgt zwischen 10 und 100 Zentimeter, einige Arten können aber bis zu 2 Meter lang werden. Mit 1 bis 3 Millimetern Durchmesser sind sie extrem dünn. Die Färbung ist meist braun bis schwarz. Dieses Aussehen hat zu der Bezeichnung Pferdehaarwürmer geführt, da sie den bei einer Tränke ins Wasser gefallenen Haaren von Mähne oder Schweif der Pferde ähneln.
Die Pferdehaarwürmer besitzen einen Hautmuskelschlauch, der aus Kutikula, Epidermis und Muskeln besteht. Es sind nur Längsmuskeln vorhanden, deren Kontraktionen den Würmern ein Schlängeln ermöglichen. Im Inneren der Tiere ist ein Parenchymgewebe vorhanden, das die inneren Organe umhüllt. Innerhalb der Epidermis befindet sich der bauchseitige Längsnervenstrang, während der (bei den Nectonematoida vorhandene) rückenseitige Strang zurückgebildet ist.
Die von den Epidermiszellen gebildete Kutikula besitzt eine Areolenschicht, deren Struktur zur Unterscheidung der einzelnen Arten genutzt wird.

## Verbreitung
Die Pferdehaarwürmer sind weltweit auf allen Kontinenten außer der Antarktis zu finden. Allerdings sind für viele Länder keine Nachweise vorhanden. Dies liegt aber wahrscheinlich daran, dass es bisher zu wenige Untersuchungen gab, um die genaue Verbreitung der Würmer festzustellen. Ihre Vielfalt wird nach vorsichtigen Schätzungen mit 2000 Arten angegeben, von denen bisher weniger als ein Sechstel beschrieben ist.

## Lebensweise
Die Pferdehaarwürmer sind im Larvenstadium Parasiten. Als mikroskopisch kleine Larven von rund 0,1 Millimetern Länge gelangen sie in ihre Wirte, meist Heuschrecken, Grillen, Gottesanbeterinnen oder Wasserkäfer, von deren Hämolymphe sie sich ernähren. Die Larven vieler Arten haben in ihrem frühesten Stadium Haken und stilettartige Bildungen an ihrem Vorderende, mit deren Hilfe sie in ihre Wirtstiere eindringen können. Andere Arten, die in temporären Gewässern geschlüpft sind, bilden beim Austrocknen ihres ursprünglichen Lebensraumes Dauerstadien, die dann zusammen mit den dort wachsenden Pflanzen von ihren Wirtstieren aufgenommen werden.
Eine weitere Möglichkeit zum Befall eines Wirtes besteht, wenn die Larve zuerst von einem Fehlwirt aufgenommen wird, beispielsweise von der Larve einer Eintagsfliege, einer Stechmücke oder einer Zuckmücke. Der Pferdehaarwurm kann sich in diesem Organismus nicht weiterentwickeln und bildet in dessen Gewebe eine Zyste. Erst wenn die Eintagsfliege von einem geeigneten Wirtstier, beispielsweise einer Gottesanbeterin, gefressen wird, kann die Larvalentwicklung fortgesetzt werden.
Nach mehreren Häutungen wachsen die Larven zu ihrer endgültigen Länge heran. Nach Abschluss ihres Larvenstadiums müssen die adulten Tiere zur Paarung und Eiablage in ein Gewässer gelangen. Durch hormonelle Steuerung oder Wasserentzug beeinflussen die Pferdehaarwürmer das Verhalten ihrer Wirtstiere, damit diese das Wasser aufsuchen. Dort verlassen die Würmer ihre Wirte, die danach meist verenden oder ertrinken.
Während des freilebenden Stadiums im Wasser nehmen die Pferdehaarwürmer keine Nahrung zu sich. Ihr Pharynx, eine muskuläre Schlundbildung im Anschluss an die Mundöffnung, verkümmert und der Verdauungstrakt wird zurückgebildet.
Die Tiere sind getrennt geschlechtlich und zeigen einen deutlichen Geschlechtsdimorphismus. Sie besitzen paarige, schlauchförmige Gonaden, die am Hinterende in eine Geschlechtskloake münden. Es wurde jedoch in Kenia mit Paragordius obamai eine Art entdeckt, die sich ausschließlich ungeschlechtlich fortpflanzt.
Bei der Paarung oder wenn mehrere Exemplare auf engem Raum zusammenleben, umschlingen sich die Würmer und bilden einen Knäuel, der oft mit dem Gordischen Knoten verglichen wurde.
Nach der Begattung verenden die Männchen. Die Weibchen heften anschließend ihre langen Eischnüre an Wasserpflanzen oder andere Substrate und sterben ebenfalls. Ein einzelnes Weibchen ist dabei in der Lage, bis zu vier Millionen Eier zu produzieren.
Sobald die winzigen Larven schlüpfen – erkennbar an einem rüsselartigen Vorderende, das mit drei stilettförmigen Dornenkränzen als Bohrwerkzeug ausgestattet ist – beginnt der nächste Abschnitt im Lebenszyklus der Saitenwürmer.

## Systematik
In der Klasse der Pferdehaarwürmer gibt es zwei Familien mit insgesamt mehr als 320 Arten.
Familie Chordodidae May, 1919
- Beatogordius Heinze, 1934
- Chordodes Ceplin, 1847
- Dacochordodes Capuse, 1965
- Digordius Kirjanov 1950
- Euchordodes Heinze, 1937
- Gordionus Müller, 1927
- Lanochordodes Kirjanov, 1950
- Neochordodes Carvalho, 1942
- Noteochordodes Miralles & Villalobos, 2000
- Pantachordodes Heinze, 1954
- Parachordodes Camerano, 1897
- Paragordius Camerano, 1897
- Paragordionus Heinze, 1935
- Progordius Kirjanov, 1950
- Pseudochordodes Carvalho, 1942
- Pseudogordius Yeh & Jordan, 1957
- Semigordionus Heinze, 1952
- Spinochordodes Kirjanov, 1950

Familie Gordiidae May, 1919
- Acutogordius Heinze, 1952
- Gordius Linnaeus, 1758